# Malá zlodějka
Malá zlodějka (v originále La Petite Voleuse) je francouzský hraný film z roku 1988, který režíroval Claude Miller. Snímek měl světovou premiéru 21. prosince 1988.

## Děj
Janine nezná svého otce a její matka ji opustila. Žije se svým strýcem a tetou. Sní o luxusu, o tom, že bude milována a o lásce. Protože ale nemá prostředky na vedení takového života, začne krást peníze a luxusní věci do té míry, že to její teta a její strýc už nemohou vydržet. Jednoho dne odejde ze školy a najde si práci jako pokojská u Longuetů, buržoazní rodiny. Začne vztah se starším ženatým mužem Michelem, intelektuálem, který se jí snaží společensky pomoci tím, že ji zapíše do písařské školy. Potká však Raoula, mladého muže jejího věku, rovněž zloděje, který měl rovněž nešťastné dětství a sní o tom, že se stane motocyklovým šampionem. Podobnost mezi jejich rozpadlými životy ji přiměje k němu přilnout. Michel si toho všimne a opustí ji. Zatčená na pláži, kde s Raoulem nezákonně kempovali, je Janine poslána do nelítostné polepšovny vedené jeptiškami. S kamarádkou uteče, ale zjistí, že je těhotná s Raoulem. Jde proto k „andělíčkářce“, ale nakonec se vzdá potratu poté, co zahlédne v kině ve filmovém týdeníku Raoula, jak se nalodí do Indočíny jako voják.

## Obsazení
| Charlotte Gainsbourgová | Janine Castang            |
| Didier Bezace           | Michel Davenne            |
| Simon de La Brosse      | Raoul                     |
| Clotilde de Bayser      | Séverine Longuet          |
| Raoul Billerey          | strýc André Rouleau       |
| Chantal Banlier         | teta Léa                  |
| Nathalie Cardone        | Mauricette Dargelos       |
| Renée Faure             | matka Busato              |
| Catherine Arditi        | ředitelka školy           |
| Silvie Laguna           | paní Lagache              |
| Pierre Maguelon         | pan Fauvel                |
| Chantal Neuwirth        | statkářka                 |
| Jacques Herlin          | kostelník                 |
| Claude Guyonnet         | mladý kněz                |
| Dominique Besnehard     | překupník                 |
| Jacky Nercessian        | ředitel "Folies de Paris" |
| Rémy Kirch              | Pascouette                |
| Erick Deshors           | Raymond                   |
| Philippe Deplanche      | Jacques Longuet           |
| Marie-Thérèse Orain     | ředitelka Pigier          |
| Joëlle Bruyas           | sestra Marie-Odile        |
| Marion Grimault         | Kebadian                  |
| Annie Legrand           | recepční v hotelu         |
| Florent Gibassier       | truhlář                   |
| Denise Chiabaut         | lékařka                   |
| Gilbert Bahon           | strážmistr                |
| Sherif Scouri           | Cohen                     |
| Susan Robertson         | Lise, hráčka na harmonium |
| Clothilde Baudon        | Bonnin                    |

## Ocenění
- César: nejlepší plakát (Annie Miller, Luc Roux a Stéphane Bielikoff); nominace v kategoriích nejlepší režie (Claude Miller), nejlepší herečka (Charlotte Gainsbourgová) a nejlepší původní scénář (François Truffaut, Claude Miller, Annie Miller, Luc Bérau, Claude de Givray)